# Managed account
 (septembre 2020).
Si vous disposez d'ouvrages ou d'articles de référence ou si vous connaissez des sites web de qualité traitant du thème abordé ici, merci de compléter l'article en donnant les références utiles à sa vérifiabilité et en les liant à la section « Notes et références ».
Les managed accounts (comptes gérés) sont des produits financiers de réplication des techniques de gestion des hedge funds.
Ces produits sont administrés par des banques sous forme de fonds réinvestis par elles auprès de différents gérants de hedge funds. Par rapport aux hedge funds classiques, les managed accounts offrent un surcroît potentiel de sécurité : ségrégation des actifs financiers, valorisation quotidienne et liquidité du produit. 
Toutefois, contrairement aux mutualized funds (fonds mutualisés), les investisseurs intéressés dans un compte géré disposent de la liberté de répartir les parts investies dans différents hedge funds, et de s'en retirer presque à tout moment, en optant pour une répartition différente. C'est la banque qui assure la liquidité et repropose les parts de hedge funds gérées à ses autres investisseurs (y compris ses propres fonds mutualisés). Techniquement, cela apporte la liquidité des différents hedge funds choisis par l'investisseur, mais dans certaines limites toutefois :
- la banque sélectionne les hedge funds pouvant entrer dans la composition du compte géré, et peut imposer que la trésorerie du compte ou les fonds en titres liquides (actions et obligations) soient limités, ce qui impose à tous les entrants de conserver des parts importantes dans les fonds à risque proposés.
- le choix des hedge funds inclus dans le compte géré relevant de l'investisseur lui-même, la banque a une responsabilité atténuée en cas de défaillance d'un fonds à risque, son rôle de conseil se limitant à proposer un choix suffisamment large de hedge funds parmi lesquels l'investisseur individuel peut trouver des fonds effectivement performants ; la banque n'a donc pas à en réassurer les montants en dehors de ceux qu'elle a elle-même investis pour entrer dans ces fonds (ce qui permet d'en atténuer les frais de gestion et de réassurance des comptes gérés). Les frais financiers des fonds à risque choisis sont supportés essentiellement par les investisseurs et non les banques qui leur ouvrent l'accès à ces fonds à risque : la banque refacture ces frais (en prélevant des commissions au passage).
- la liquidité de chaque hedge fund composant le compte géré n'est possible que jusqu'à hauteur des liquidités (non réinvesties par la banque sur les hedge funds mais investies sur des valeurs liquides) qui ont été adossées par la banque pour garantir ces sommes. Au-delà des limites de trésorerie ou titres détenus par le gestionnaire de compte, le reste des investissements reste soumis aux aléas de performance et délais de remise à disposition par les hedge funds (qui peuvent aussi influencer leurs pertes sur les opérations à haut risque qu’ils font régulièrement).